# Мстислав Ростиславич
Мстисла́в Ростисла́вич Хоро́брий (хресне ім'я — Юрій; 1143? — 13 червня 1180, Новгород) — князь новгородський, смоленський та білгородський, син великого князя київського Ростислава Мстиславича, правнук Володимира Мономаха, прозваний Хоробрим за мужність і шляхетність під час походів. Відрізнявся побожністю, добротою, користувався народною любов'ю. Дбав про духовенство, церкви, монастирі. Канонізований як святий благовірний князь православною церквою.

## Біографія
1168 року брав участь у переможному поході південноруських (українських) князів проти половців. Був патріотом руської землі, разом зі своїми братами обороняв Київ від Андрія Боголюбського та суздальців.
1173 року витримав облогу Вишгорода суздальськими військами та переміг Всеволода (брата Андрія Боголюбсського).
1179 року новгородці запросили його на княжий престол. Помер у Новгороді 14 червня 1180 року. Мощі блаженного князя Мстислава Ростиславича відкрито почивали в Новгородському Софійському соборі. Церковна пам'ять його відзначається 27 червня (14 червня за старим стилем).

## Сім'я та діти
- 1-а дружина — дочка галицького князя Ярослава Осьмомисла галицького.
- 2-а дружина, після 1176 року, Феодосія, дочка Гліба Ростиславича Рязанського.

Діти:
- Володимир Мстиславич (? — 1226/1233) — князь псковський (1208—1211, 1211—1213, 1214—1226), торопецький (1211).
- Давид Мстиславич (?—1226) — князь торопецький (бл. 1212—1226).
- Мстислав Мстиславич Удатний (?—1227) — князь торопецький, новгородський, галицький (1219—1226)

## Вшанування пам'яті
Мстислав Хоробрий канонізований як святий у православних церквах УПЦ КП та РПЦ. Пам'ять 14 (27) червня.